# Amer
För andra betydelser, se Amer (olika betydelser).

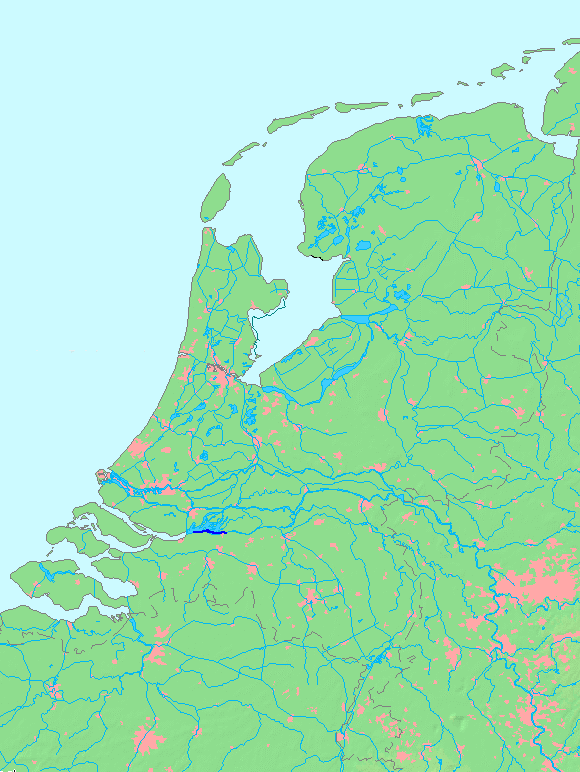
Lokaliseringskarta.

Amer är en flod i den nederländska provinsen Noord-Brabant. Den är fortsättningen på Bergse Maas från floden Donge nära Raamsdonksveer till dess att den rinner samman med Nieuwe Merwede och i flodmynningen Hollands Diep. Dess totala längd är omkring 20 kilometer. Amer är en betydande transportrutt. Den utgör Biesbosch nationalparks södra gräns. Vid vänstra stranden ligger kolkraftverket Amercentrale.